# Al Saudiya
Al Saudiya est la première chaîne de télévision saoudienne.

## Présentation
Anciennement appelée Saudi 1, propriété de l'État saoudien, il s'agit d'une chaîne de télévision généraliste, diffusant séries, journaux télévisés, programmes culturels et religieux. Elle retransmet quotidiennement les prières en direct de La Mecque. 
Diffusée dans la plupart des zones habitées du pays par voie hertzienne, elle diffuse également ses programmes en clair sur différents satellites, dans le monde arabe, en Europe et aux États-Unis. 